# Patrik Eichler
Patrik Eichler (* 29. května 1984) je český novinář a politický komentátor. Působí jako ředitel Masarykovy demokratické akademie, sociálnědemokratického think-tanku. Od roku 2015 je také redaktorem dvouměsíčníku Listy.

## Ostatní působení
V letech 2007–2009 byl redaktorem Literárních novin, spolupracoval na přípravě expozice Muzea německy mluvících obyvatel českých zemí v Ústí nad Labem, v letech 2016–2017 byl mluvčím ministra pro lidská práva. Je mimo jiné spoluautorem sborníku a výstavy Jan Palach ’69 (Praha 2009) a výstavy a katalogu Za svobodu, spravedlnost a solidaritu. Dějiny sociální demokracie v českých zemích (Praha 2013, 2016, 2018), dále také Průzkum života politickým bojem: Jaroslav Šabata a Charta 77 (Brno 2022). Je spolueditorem sborníku Masaryk: Politik na evropské úrovni (Praha 2022). Jako expert na rozličná politická témata je častým hostem televizních programů a debat.